# Rittergut Golzow (Oderbruch)
Das Rittergut Golzow war ein landtagsfähiges Rittergut in Golzow, wurde in der DDR zur LPG Golzow und ist heute als Landwirtschaftsbetrieb ein Unternehmen der Odega Gruppe. Ort und Gut sind durch den Dokumentarfilm Die Kinder von Golzow bekannt.

## Rittergut Golzow

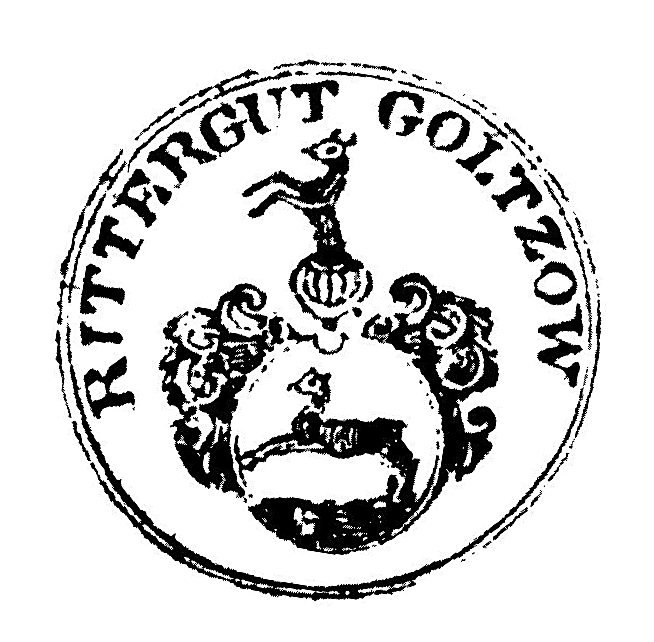
Siegel Rittergut Golzow

1731 wurde das bestehende Vorwerk in ein landtagsfähiges Rittergut umgewandelt. Der Besitzer war damit zum Besuch des Kommunallandtag der Kurmark berechtigt. Ab 1815 war das Gut im Besitz der Familie Rehfeld (erster Eigentümer war Johann Philipp Rehfeld). Am 2. April 1917 kaufte Heinrich Wertheimer, ein jüdischer Kaufmann, das Rittergut. Er hatte bereits 1916 das Gut Altranft gekauft, es aber noch im selben Jahr an Carl Eschenbach weiterverkauft. Wertheimer betrieb die Landwirtschaft nicht selbst, sondern beauftragte einen Verwalter. Der Kaufpreis des Gutes mit damals 975 ha betrug 2,85 Millionen Mark. Im Jahr 1928 verfügte das Gut über 967 Hektar und umfasste auch Speicher, Schrotmühle, Brennerei, Schmiede, Gärtnerei und Zuckerfabrik.
Nach der Machtergreifung der Nationalsozialisten floh Wertheimer nach England. Über seinen Bevollmächtigten Sally Cramer verkaufte er 1933 und 1934 das Rittergut Golzow an den Kreis Lebus und die Siedlungsgesellschaft „Eigene Scholle“ für 2,85 Millionen Reichsmark.
1937 musste Günther Graf von der Schulenburg-Wolfsburg den 2000 ha umfassenden Stammsitz seiner Familie verkaufen, da dort die KdF-Wagen-Werke erbaut wurde. Vom Kaufpreis erwarb er unter anderem auch das Rittergut Golzow mit etwa 575 ha bestem Boden.
Das Herrenhaus des Rittergutes, die Kirche und dreiviertel der Gebäude des Ortes wurde im Zweiten Weltkrieg zerstört, als die Rote Armee am 14. April 1945 den Ort besetzte.

## LPG Golzow

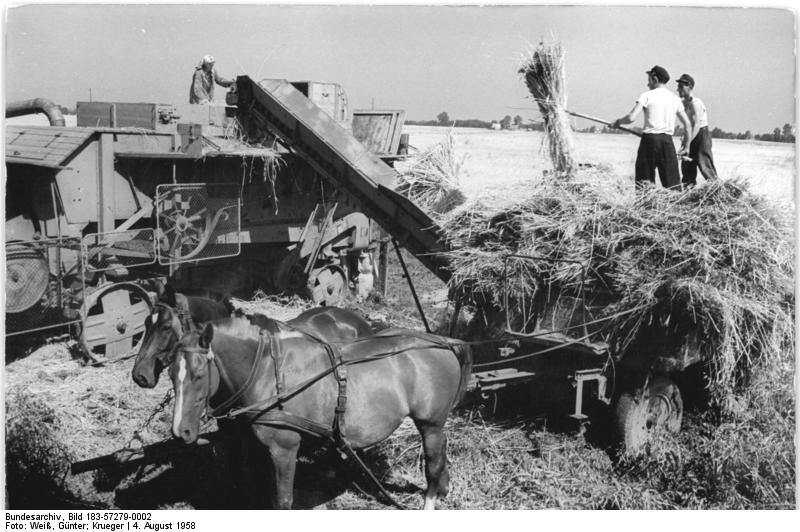
Getreideernte 1958 auf LPG Golzow

Zu Zeiten der sowjetischen Besatzung wurde das Rittergut enteignet und das Land im Rahmen der Bodenreform einem örtlichen Bodenfonds zugeführt. Anschließend erfolgte die Aufteilung der Ländereien an Umsiedler, Handwerker, Arbeiter und Angestellte und an landlose und landarme Bauern. Nun in der DDR, wurde am 21. Oktober 1952 die Landwirtschaftliche Produktionsgenossenschaft (LPG) „Einheit“ (Typ I) mit 10 Mitgliedern und zunächst 56 ha landwirtschaftlicher Nutzfläche gegründet. Im Jahr 1960 wurde Golzow vollgenossenschaftlich (LPG Typ III). Die LPG „Einheit“ bewirtschaftete zu dieser Zeit 1550 ha Land und hatte 242 Mitglieder. Bis 1965 wuchs die LPG „Einheit“ auf 412 Mitglieder und 1616 ha landwirtschaftliche Nutzfläche. Im Jahr 1973 wurde eine Kooperative Abteilung Pflanzenproduktion (KAP) gebildet, aus der 1975 die LPG Pflanzenproduktion „Einheit“ wurde. Die LPG (P) erhielt noch am 4. April 1975 den neuen Namen LPG (P) „30. Jahrestag des Sieges“. Diese betrieb Getreideanbau, Gemüseanbau auf 900 ha und den Anbau von Feldfutter für die Tierproduktion.
Die LPG Golzow war ein Vorzeigebetrieb der DDR-Führung. Am 31. Mai 1984 besuchte der nordkoreanische Diktator Kim Il Sung den Betrieb und auch Fidel Castro und Jassir Arafat kamen als Staatsgäste nach Golzow. Langjähriger Vorsitzender der LPG war der Golzower Arthur Klitzke (1925–2008), der den Aufstieg der LPG zum Musterbetrieb maßgeblich vorantrieb. Sein Nachfolger wurde Manfred Großkopf, der bis 2012 Geschäftsführer des Nachfolgeunternehmens Landwirtschaft-Golzow GmbH & Co. Vermögens KG war.
Am 27. September 1984 zeichnete Willi Stoph die LPG Golzow mit dem Karl-Marx-Orden aus.

## Nachnutzung
Aus der LPG (P) Golzow, der LPG Sachsendorf, der LPG (T) Alt Tucheband und der LPG (T) Reitwein entstand nach der deutschen Wiedervereinigung die Landwirtschaft-Golzow GmbH & Co. Vermögens KG.
Die Landwirtschaft Golzow war 2005 mit rund 2 Millionen Euro der zweitgrößte EU-Subventionsempfänger in Brandenburg, nach den Berliner Stadtgütern mit rund 4 Millionen Euro.
Im Dezember 2012 übernahm die Odega Gruppe aus Groß Neuendorf mit 65 % eine Mehrheitsbeteiligung an der Landwirtschaft Golzow. Zu diesem Zeitpunkt bewirtschaftete das Unternehmen eine Fläche von 6.750 Hektar.
Betriebsstätten befinden sich, neben dem Hauptsitz in Golzow, in den Nachbarorten Sachsendorf, Rathstock, Alt Tucheband und Reitwein.